# 대한민국 민법 제1039조
대한민국 민법 제1049조는 신고하지 않은 채권자 등에 대한 대한민국의 민법 조문이다.

## 조문
제1039조(신고하지 않은 채권자 등) 제1032조제1항의 기간내에 신고하지 아니한 상속채권자 및 유증받은 자로서 한정승인자가 알지 못한 자는 상속재산의 잔여가 있는 경우에 한하여 그 변제를 받을 수 있다. 그러나 상속재산에 대하여 특별담보권있는 때에는 그러하지 아니하다.